# Пјан дела Ноче (Мачерата)
Пјан дела Ноче (итал. Pian della Noce) насеље је у Италији у округу Мачерата, региону Марке.
Према процени из 2011. у насељу је живело 17 становника. Насеље се налази на надморској висини од 831 м.